# Trypeta anitra
Trypeta anitra är en tvåvingeart som beskrevs av Valery Korneyev 1997. Trypeta anitra ingår i släktet Trypeta och familjen borrflugor. Inga underarter finns listade i Catalogue of Life.